# Yuan Shu (Östliche Han-Dynastie)
Yuan Shu (chinesisch 袁術 / 袁术, Pinyin Yuán Shù, * 155; † 199), Großjährigkeitsname Gonglu (公路) war einer der wichtigsten Warlords während der späten Östlichen Han-Dynastie, der beim Zusammenbruch des Kaiserhofes im Jahre 189 große Prominenz erlangte. Er war ein jüngerer Halbbruder Yuan Shaos.
Nach dem Tod von He Jin erschlug er mit seiner Truppe (er war Kaiserlicher Korpskommandant der Kaiserlichen Tigerwache) die Eunuchen, die gerade aus der Hauptstadt geflohen waren. Später beteiligte er sich an der Koalition gegen Dong Zhuo, die von Yuan Shao angeführt wurde. Nach der Auflösung der Koalition zerstritt er sich mit Yuan Shao.
Yuan Shu floh nach wiederholten Niederlagen gegen Cao Cao und Yuan Shao nach Shouchun. Er erklärte sich 195 kraft des Kaiserlichen Jadesiegels, das er von Sun Ce erhalten hatte, zum Kaiser der kurzlebigen Zhong-Dynastie. Dieses gewagte politische Manöver brachte ihn in einen unüberbrückbaren Gegensatz zu allen anderen Warlords. Sein extravaganter Lebensstil und seine Überheblichkeit machten ihn auch bei seinen Offizieren verhasst, sodass viele desertierten, darunter auch Sun Ce. Nach einer vernichtenden Niederlage gegen die Armeen von Cao Cao, Liu Bei und Lü Bu versuchte Yuan Shu, nach Norden zu Yuan Shao zu fliehen. Er erkrankte aber und starb, bevor er seinen Halbbruder erreichen konnte.